# Elmer Carlson
Elmer Carlson (Massena, 24 de abril de 1909-Audubon, 9 de junio de 2005) fue un campeón estadounidense de descascarado de maíz y fundador de una empresa de maíz híbrido, entre otros. Se sabía que realizaba acciones elaboradas en las Convenciones Nacionales Democráticas, incluida la de llevar una mula sobre patines de ruedas a la convención. Durante el verano de 1988, pagó a los nativos americanos Hopi de Arizona para que viajaran al condado de Audubon, Iowa, para realizar una danza de la lluvia en un campo de béisbol que supuestamente provocó la lluvia.

## Vida personal
Carlson nació el 24 de abril de 1909, cerca de Massena, Iowa. Se convirtió en campeón nacional de descascarado de maíz en 1935 en una competencia en Attica, Indiana. Participó en la competencia sin camiseta, lo que se consideró inusual. Después de ganar, el presidente Harry S. Truman hizo que Carlson enseñara agricultura moderna a los agricultores europeos. Su hermano Carl ganó el concurso en 1936. Carlson murió el 9 de junio de 2005 en Audubon.

## Carrera
Carlson fundó Carlson Hybrid Seed Corn Company y nombró al producto "Carlson's Champion Hybrid Corn". En la década de 1950, Carlson anunció una nueva raza de cerdos con lomo inclinado llamada Wessex Saddleback, y Wallaces Farmer criticó a los cerdos por venderlos a precios altos por parte de Carlson y otros. Carlson demandó a Wallaces Farmer por difamación y recibió un acuerdo extrajudicial. Un programa de radio "Hired Hand" estaba en 18 estaciones de radio en 1953, en el que el ganador hizo que Carlson trabajara en sus tareas agrícolas durante un día.
En 1952, Carlson era el delegado de la Convención Nacional Demócrata en Chicago, y llegó al evento vestido con un mono con pechera de granjero mientras traía un burro a un hotel. En la Convención Nacional Demócrata de 1964, después de que Lyndon B. Johnson recibiera una nominación, Carlson trajo una mula sobre patines de ruedas a la convención. Cuando Jimmy Carter se convirtió en el primer agricultor como presidente desde Thomas Jefferson, Carlson pagó tres fiestas seguidas en enero de 1977 como fundador del Comité Inaugural de Agricultores de Iowa. Las fiestas inaugurales hicieron que Carlson perdiera una granja de 170 acres y Carter no asistió a ninguna de las fiestas. Después de que comenzara el Movimiento Agrícola Estadounidense a fines de la década de 1970, Carlson comenzó un tabloide mensual de corta duración titulado Farm Strike, del cual se desempeñó como editor. Durante el mismo tiempo, el alguacil del condado confiscó el Lincoln Town Car de Carlson debido a que Carlson no pagó una sentencia de $10,500 de la Organización Nacional de Agricultores. En 1979, Carlson fue demandado por $ 415,000 basado en una afirmación de que infringió una invención francesa que transformaba mazorcas de maíz, tallos de maíz y desechos de cultivos en combustible para vehículos.
Durante el verano de 1988, pagó a los nativos americanos Hopi de Arizona para que viajaran al condado de Audubon, Iowa, para realizar una danza de la lluvia en un campo de béisbol. El baile de la lluvia no se filmó debido a que Carlson dijo que era «una ceremonia religiosa sagrada y no un espectáculo secundario extraño que hace llover». Según Audubon Advocate, cayeron tres pulgadas de lluvia durante la danza de la lluvia. Carlson inició Carlson Trucking, fue el editor de Audubon News-Guide, creó Circle Drive en Audubon y trabajó en varias granjas.